# Sutherland (circonscription du Parlement d'Écosse)
Pour les articles homonymes, voir Sutherland.
Sutherland était une circonscription qui renvoyait des commissaires au Parlement d'Écosse et à la Convention des États.
Sutherland est devenu un sheriffdom après la démission de la juridiction héréditaire par le comte de Sutherland le 28 juin 1633.

## Liste des commissaires du comté
- 1639–40: Robert Murray de Spinningdale[2]
- 1641: Robert Murray, nouveau laird de Pulrossie[3],[4]
- 1643–44: Robert Gray de Skibo[5]
- 1645: Robert Gray de Ballone[5]
- 1646–47: Alexander Sutherland de Duffus[6]
- 1648: Robert Gray de Ballone[5]
- 1649–50: Sir Robert Gordon de Embo[7]

Pendant le Commonwealth d'Angleterre, d'Écosse et d'Irlande, les sheriffdoms de Sutherland, Ross and Cromarty étaient représentés conjointement par un Membre du Parlement au Parlement du Protectorat à Westminster. Après la Restauration, le Parlement d'Écosse fut de nouveau convoqué pour se réunir à Édimbourg.
- 1661–63: (Sir) Robert Gordon de Langdale[8],[9],[10], with Sir Robert Gordon de Embo in 1661; Embo's absence was excused in 1663[7],[8]
- 1669–74: Sir George Munro de Culrain et Newmore[11] with Robert Gordon de Gordonstoun, yr 1672–74[12]
- 1678: Robert Gordon de Gordonstoun, yr avec Robert Gordon de Rogart[13]
- 1681–82: Robert Gordon de Gordonstoun, yr[12] avec John Gordon de Embo, yr[7]
- 1685–86: Sir Robert Gordon de Gordonstoun avec Sir John Gordon of Doall[14]
- 1689 (convention), 1689–90: (Sir) John Gordon de Embo[7]
- 1689 (convention), 1689–1700: (Sir) Adam Gordon de Dalfolly (décédé vers 1700)[15],[16]
- 1700–02, 1702–05: Alexander Gordon de Garty[15]
- 1700–01: John Gordon le jeune de Carroll[17]
- 1702–04: David Sutherland le jeune de Kinnauld[6]

Après l'Acte d'Union de 1707, Sutherland était représenté par un Membre du Parlement à la Chambre des communes à Westminster.